# Літня Універсіада 1959
Літня Універсіада 1959 — I літня Універсіада, пройшла в Турині, Італія з 26 серпня по 7 вересня 1959 року. Основна спортивна арена — Олімпійський стадіон.

## Історія
З 1947 року проведення Всесвітніх студентських ігор поновлюється під егідою Міжнародного союзу студентів (МСС). В період з 1949 по 1959 роки після створення ФІСУ, через політичні розбіжності позначився розкол у міжнародному спортивному русі. МСС продовжував проведення зимових і літніх студентських Ігор, а ФІСУ на противагу цьому влаштовували так звані Тижні спорту. У 1959 році було досягнуто угоду про те, що країни-члени МСС увійшли до складу ФІСУ. З цього моменту Ігри проводяться під назвою Універсіад.
Перша Всесвітня літня Універсіада була організована Італійською асоціацією університетського спорту і проведена в 1959 році в Турині. Гімном ФІСУ стала музика «Gaudeamus Igitur». У ній взяли участь 985 спортсменів з 45 країн світу. В програму змагань входило сім видів спорту.
Проведення Універсіад пов'язано з Прімо Небіоло. Ідею проведення Універсіад він пробивав разом з Анжело Скарпело. У Турині президент виконавчого комітету Універсіади 1959 року 36-річний Прімо Небіоло очолив ФІСУ і керував ним беззмінно до 2000 року. Пізніше Скарпело став першим президентом КУЗІ — італійського союзу студентського спорту.

## Програма Універсіади
До програми Ігор увійшли такі види спорту:
| - Баскетбол (1) - Водні види спорту: - Водне поло (1) - Плавання (15) | - Волейбол (1) - Легка атлетика (29) - Теніс (5) - Фехтування (8) |

## Медальний залік
| Місце  | Країна          | Золото | Срібло | Бронза | Загалом |
| ------ | --------------- | ------ | ------ | ------ | ------- |
| 1      | Італія          | 18     | 10     | 10     | 38      |
| 2      | СРСР            | 11     | 8      | 5      | 24      |
| 3      | ФРН             | 6      | 9      | 10     | 25      |
| 4      | Угорщина        | 6      | 5      | 2      | 13      |
| 5      | Франція         | 4      | 2      | 8      | 14      |
| 6      | Велика Британія | 3      | 6      | 1      | 10      |
| 7      | Югославія       | 3      | 3      | 2      | 8       |
| 8      | Чехословаччина  | 2      | 5      | 5      | 12      |
| 9      | Японія          | 2      | 2      | 3      | 7       |
| 10     | Румунія         | 2      | 1      | 2      | 5       |
| 11     | Польща          | 1      | 5      | 7      | 13      |
| 12     | Болгарія        | 1      | 1      | 1      | 3       |
| 12     | Греція          | 1      | 1      | 1      | 3       |
| 14     | НДР             | 0      | 1      | 0      | 1       |
| 14     | Швейцарія       | 0      | 1      | 0      | 1       |
| 16     | Бельгія         | 0      | 0      | 1      | 1       |
| 16     | Нідерланди      | 0      | 0      | 1      | 1       |
| 16     | Іспанія         | 0      | 0      | 1      | 1       |
| 16     | Швеція          | 0      | 0      | 1      | 1       |
| Всього | Всього          | 60     | 60     | 61     | 181     |